# Bernard Mitton
Bernard Mitton (* 9. November 1954 in Vryburg; † 5. Mai 2017 in Newport Beach, Kalifornien, Vereinigte Staaten) war ein südafrikanischer Tennisspieler.

## Leben
Mitton konnte im Laufe seiner Karriere zwei Einzeltitel auf der ATP Tour erringen, drei weitere Male stand er in einem Einzelfinale. 1978 unterlag er im Finale von San José gegen Arthur Ashe, 1979 gegen Kim Warwick im Finale von Adelaide und 1981 gegen seinen Landsmann Kevin Curren in Johannesburg. Erfolgreicher war er im Doppel, hier gewann er zwischen 1979 und 1984 mit wechselnden Partnern insgesamt neun Turniere, darunter das Masters-Turnier von Indian Wells. Seine höchste Notierung in der Tennisweltrangliste erreichte er 1980 mit Position 48 im Einzel sowie 1984 mit Position 19 im Doppel.
Sein bestes Einzelergebnis bei einem Grand-Slam-Turnier war das zweimalige Erreichen des Achtelfinales der Wimbledon Championships in den Jahren 1973 und 1976 (hier schlug er in der dritten Runde den an Nummer 10 gesetzten John Newcombe) sowie des Achtelfinales der US Open 1980, wo er in der ersten Runde den an Nummer 12 gesetzten José Luis Clerc in fünf Sätzen bezwang.
In der Doppelkonkurrenz erreichte er an der Seite von Tim Gullikson 1982 das Halbfinale der Australian Open. 1976 stand er mit seinem Landsmann Byron Bertram im Viertelfinale der US Open, in Wimbledon erreichte er zweimal das Achtelfinale. In der Mixedkonkurrenz stand er zweimal im Viertelfinale von Wimbledon; 1973 an der Seite von Ilana Kloss und zehn Jahre später mit Pam Teeguarden.
Mitton spielte zwischen 1973 und 1978 acht Einzel- sowie eine Doppelpartie für die südafrikanische Davis-Cup-Mannschaft. Von seinen Einzelpartien konnte er nur eine einzige für sich entscheiden, 1976 bei der Partie gegen Chile. Seine einzige Doppelpartie für Südafrika spielte er 1973; an der Seite von Deon Joubert bezwang er die Argentinier Ricardo Cano und Guillermo Vilas in fünf Sätzen.

## Erfolge
| Legende                       |
| Grand Slam                    |
| Tennis Masters Cup            |
| ATP Masters Series (1)        |
| ATP International Series (10) |

| ATP-Titel nach Belag |
| Hartplatz (8)        |
| Sand (0)             |
| Rasen (1)            |
| Teppich (2)          |

### Einzel

#### Turniersiege
| Nr. | Datum         | Turnier  | Belag     | Finalgegner | Ergebnis      |
| --- | ------------- | -------- | --------- | ----------- | ------------- |
| 1.  | 10. Juli 1978 | Newport  | Rasen     | John James  | 6:1, 3:6, 7:6 |
| 2.  | 19. März 1979 | San José | Hartplatz | Tom Gorman  | 6:4, 6:4, 6:3 |

#### Finalteilnahmen
| Nr. | Datum             | Turnier      | Belag       | Finalgegner  | Ergebnis      |
| --- | ----------------- | ------------ | ----------- | ------------ | ------------- |
| 1.  | 23. April 1978    | San José     | Teppich (i) | Arthur Ashe  | 7:6, 1:6, 2:6 |
| 2.  | 16. Dezember 1979 | Adelaide     | Rasen       | Kim Warwick  | 6:73, 4:6     |
| 3.  | 12. April 1981    | Johannesburg | Hartplatz   | Kevin Curren | 4:6, 4:6      |

### Doppel

#### Turniersiege
| Nr. | Datum             | Turnier      | Belag     | Partner         | Finalgegner                       | Ergebnis      |
| --- | ----------------- | ------------ | --------- | --------------- | --------------------------------- | ------------- |
| 1.  | 8. Januar 1979    | Auckland     | Hartplatz | Kim Warwick     | Andrew Jarrett Jonathan Smith     | 6:3, 2:6, 6:3 |
| 2.  | 17. August 1980   | Stowe        | Hartplatz | Robert Lutz     | Ilie Năstase Ferdi Taygan         | 6:4, 6:3      |
| 3.  | 2. November 1980  | Köln         | Hartplatz | Andrew Pattison | Jan Kodeš Tomáš Šmíd              | 6:4, 6:1      |
| 4.  | 8. Februar 1981   | Richmond     | Teppich   | Tim Gullikson   | Brian Gottfried Raúl Ramírez      | 3:6, 6:2, 6:3 |
| 5.  | 15. März 1981     | Tampa        | Hartplatz | Butch Walts     | David Carter Paul Kronk           | 6:3, 3:6, 6:1 |
| 6.  | 13. April 1981    | Johannesburg | Hartplatz | Raymond Moore   | Bob Hewitt Frew McMillan          | 7:5, 3:6, 6:1 |
| 7.  | 8. August 1982    | Columbus     | Hartplatz | Tim Gullikson   | Victor Amaya Hank Pfister         | 4:6, 6:1, 6:4 |
| 8.  | 20. November 1983 | Ferrara      | Teppich   | Butch Walts     | Stanislav Birner Stefan Simonsson | 7:6, 0:6, 6:3 |
| 9.  | 19. Februar 1984  | Indian Wells | Hartplatz | Butch Walts     | Scott Davis Ferdi Taygan          | 5:7, 6:3, 6:2 |

#### Finalteilnahmen
| Nr. | Datum             | Turnier      | Belag         | Partner            | Finalgegner                    | Ergebnis      |
| --- | ----------------- | ------------ | ------------- | ------------------ | ------------------------------ | ------------- |
| 1.  | 29. Januar 1978   | Sarasota     | Teppich (i)   | Byron Bertram      | Colin Dowdeswell Geoff Masters | 6:2, 3:6, 2:6 |
| 2.  | 6. August 1978    | North Conway | Sand          | Mike Fishbach      | Robin Drysdale Van Winitsky    | 6:4, 6:7, 3:6 |
| 3.  | 6. August 1979    | Rotterdam    | Teppich (i)   | Heinz Günthardt    | Peter Fleming John McEnroe     | 4:6, 4:6      |
| 4.  | 3. Oktober 1982   | Maui         | Hartplatz     | Francisco González | Mike Cahill Eliot Teltscher    | 4:6, 4:6      |
| 5.  | 21. November 1982 | Ancona       | Teppich (i)   | Tim Gullikson      | Anders Järryd Hans Simonsson   | 6:4, 3:6, 6:7 |
| 6.  | 27. November 1983 | Toulouse     | Hartplatz (i) | Butch Walts        | Heinz Günthardt Pavel Složil   | 7:5, 5:7, 4:6 |
| 7.  | 13. Mai 1984      | Florenz      | Sand          | Butch Walts        | Mark Dickson Chip Hooper       | 6:7, 6:4, 5:7 |
| 8.  | 17. Juni 1984     | Queen’s Club | Rasen         | Butch Walts        | Pat Cash Paul McNamee          | 4:6, 3:6      |